# José Florencio Camargo Sosa
José Florencio Camargo Sosa (2 de enero de 1945 - Mérida, Yucatán, 23 de abril de 2013) fue un sacerdote mexicano, cronista de la ciudad de Mérida, Yucatán, e historiador de la Arquidiócesis de Yucatán.

## Formación académica
Fue hijo de José Felipe Camargo Zanoguera y Zoila Adda Sosa Cuevas. Estudió en la escuela primaria Manuel Serrado, en la secundaria Agustín Vallado y en la preparatoria de la Universidad de Yucatán.
Ingresó al Seminario Conciliar de Nuestra Señora del Rosario y de San Ildefonso el 16 de septiembre de 1964 y recibió el orden del  presbiterado de manos del III Arzobispo de Yucatán, Don Manuel Castro Ruiz, el 8 de diciembre de 1973, en la S.I. Catedral de Mérida.
Como estudioso de la Historia de la Iglesia, Mons. Obtuvo el Bachillerato Especializado en Historia en la Facultad de Historia Eclesiástica de la Pontificia Universidad Gregoriana en junio de 1978 con la calificación de summa cum laude y la Medalla Paulo VI.
En esa misma facultad, obtuvo la Licenciatura en Historia Eclesiástica el 29 de junio de 1979. Título de la Disertación: "Mora y Alamán. Apuntes para un estudio comparado de su pensamiento sobre la Iglesia Mexicana, (1808 – 1853)", con la calificación magna cum laude. La Disertación, que es de 153 páginas, ha sido publicada en sus principales capítulos en la revista de la Universidad Pontificia de México.
El 28 de abril de 1988 obtuvo el doctorado en Historia Eclesiástica por la Pontificia Universidad Gregoriana el 28 de abril de 1988 con la tesis "Crescencio Carrillo y Ancona. Obispo de Yucatán", publicada parcialmente en Roma en 1988 y obteniendo la calificación magna cum laude.

## Trayectoria eclesial
Fue Prefecto del Curso Introductorio del Seminario de Yucatán (en 1974); Integrante del programa "Misión de Amistad” entre las diócesis de Erie y Yucatán (1974); Auxiliar de la parroquia de Santa Ana, en Mérida (1974); Asesor diocesano del Movimiento de Jornadas de Vida Cristiana (1975); Vicario cooperador de la parroquia de Santa Ana (1975); Capellán de la Provincia de la Asociación de Scouts de México (1975); Asistente diocesano de la Acción Católica Juvenil Mexicana (1979); Director del Archivo Histórico de la Curia Arzobispal de Yucatán (1980); Administrador Parroquial de la parroquia de San Juan Bautista en Motul (1988); Párroco de María Madre de la Iglesia, en la colonia Jesús Carranza de Mérida (1988); Decano del Decanato 2 de la Arquidiócesis de Yucatán (1991); Coordinador de la Promoción del Diezmo (1996); Historiador Oficial de la Arquidiócesis de Yucatán (1996); Miembro del Consejo Diocesano de Asuntos Económicos (2001); Coordinador de la Comisión a favor del Patrimonio Histórico y Cultural de la Arquidiócesis de Yucatán (2002); Asistente Diocesano de Encuentros de Promoción Juvenil (2002); Miembro del Comité Científico para la Publicación de la Historia Cultural de América Latina (2007), de parte del Consejo Pontificio de la Cultura, presidido por el cardenal Paul Poupard. 
Ejerció la docencia en Historia de la Iglesia en el Seminario Mayor de Yucatán (desde 1974); en la Universidad Pontificia de México (1982-1984); en la Universidad Intercontinental de México (1983 – 1984) y en el Instituto de Formación Sacerdotal de la Arquidiócesis de México (1983 – 1984). Dictó un abundante número de conferencias, colaboró en varias publicaciones y participó en diversos Congresos de Historia Eclesiástica.

## Muerte
Monseñor Camargo Sosa falleció el 23 de abril de 2013 en la ciudad de Mérida. Su cuerpo fue sepultado en el Mausoleo del Clero del Cementerio General de dicha ciudad.